# Raphael Botti
Raphael José Botti (Juiz de Fora, 1981. február 23. –), ismert nevén Botti, brazil labdarúgó-középpályás.

## Pályafutása
2001-ben a Vasco da Gama, 2002 és 2009 között a dél-koreai Csonbuk Hjonde (Jeonbuk Hyundai) labdarúgója volt. 2007 és 2009 között kölcsönben a japán Vissel Kobe csapatában játszott, amely 2009-ben szerződtette. 2012 és 2014 között a Figueirense csapatában fejezte be az aktív játékot.

## Sikerei, díjai
Csonbuk Hjonde (Jeonbuk Hyundai)
- AFC-bajnokok ligája
  - győztes: 2006